# Harsányi Pál
Harsányi Pál (Mány, 1882. november 20. – Budapest, 1929. május 25.) numizmatikus.

## Élete és munkássága
Harsányi Pál földműves és Maller Julianna fia. Tanulmányait a Budapesti Tudományegyetemen végezte, ahol bölcsészdoktori oklevelet szerzett, közben 1908-ban lelkészi vizsgát is tett. 1904–1908 között a Tudományegyetem érem- és régiségtani tanszékének szaksegéde volt Hampel József mellett, majd 1909-től a Magyar Nemzeti Múzeumban dolgozott, 1926-tól mint a múzeum éremtárának igazgatója.
A Numizmatikai Közlöny munkatársa volt, rövid ideig szerkesztője is, ahol 1908-tól közölték írásait.
Sokat foglalkozott éremleletek és érem-gyűjtemények feldolgozásával. 1912-től érdeklődését az Árpád-házi pénzek kötötték le.
1914-ben Bella Lajos régésszel a Pilis nyugati oldalán fekvő Legény-barlangban egy pénzhamisító műhely maradványait is feltárták.
1914-ben a Magyar Numizmatikai Társulat az MTA anyagi támogatásával elhatározta a C. N. H. III. kötetének elkészítését, melynek munkájával a hatalmas anyagismerettel rendelkező Harsányi Pált bízták meg. A készülő kötethez Harsányi 1914–1921 között több közleményt is publikált a Numizmatikai Közlönyben, azonban a kötet elkészítése hirtelen halála miatt félben maradt.
1975-ben aztán megjelent a III. kötet első része, amelyben Huszár Lajos numizmatikus 1526-tól 1657-ig a Habsburg-házi királyok pénzeit állította össze.
Harsányi Pál másik megkezdett, halála miatt befejezetlenül maradt nagyszabású munkája a magyar tallérok Corpusának megírása volt. A tallér-Corpus kézirata a Magyar Numizmatikai Társulat tulajdonába ment át, máig befejezetlen.